# Прибудок
Прибудок (бел. Прыбудак) — деревня в Новомарковичском сельсовета Жлобинского района Гомельской области Белоруссии.

## География

### Расположение
В 39 км на юго-восток от районного центра и железнодорожной станции Жлобин (на линии Бобруйск — Гомель), 122 км от Гомеля.

## Транспортная сеть
Транспортные связи по просёлочной, а затем автомобильной дороге Стрешин — Жлобин. Планировка состоит из прямолинейной улицы, ориентированной с юго-запада на северо-восток и застроенной двусторонне, неплотно преимущественно деревянными домами усадебного типа. В 1987 году построены 50 кирпичных домов коттеджного типа, а в 1992 году — ещё 25 таких домов, в них разместились преселенцы из загрязнённых радиацией в результате катастрофы на Чернобыльской АЭС мест, преимущественно из деревни Михайловка Наровлянского района.

## История
По письменным источникам известна с XIX века как село в Якимово-Слободской волости Речицкого уезда Могилёвской губернии. В 1879 года упомянута в числе населённых пунктов Горвальского церковного прихода. В 1916 году в наёмном доме открыта школа.
В 1930 году организован колхоз «Восток», работала ветряная мельница. Во время Великой Отечественной войны в боях около деревни погибли 12 советских солдат (похоронены в братской могиле в центре деревни). В декабре 1943 года — апреле 1944 года в деревне размещался полевой госпиталь советских войск. 52 жителя погибли на фронте. В 1971 году в деревню переселилась часть жителей соседней деревни Белая Ветка (в настоящее время не существует). Центр колхоза «Звезда». Работают швейная мастерская, девятилетняя школа, клуб, библиотека, фельдшерско-акушерский пункт, детские ясли-сад, ветеринарный участок, отделение связи, магазин.
В 2008-2009 году стал центром КСУП "Прибудский". Работает школа, клуб, библиотека, отделение связи, фельдшерско-акушерский пункт, детские ясли-сад (объединены с школой в школу-сад), отделение связи, магазин.

## Население

### Численность
- 2004 год — 130 хозяйств, 378 жителей.

### Динамика
- 1897 год — 26 дворов, 193 жителя (согласно переписи).
- 1925 год — 50 дворов.
- 1959 год — 259 жителей (согласно переписи).
- 2004 год — 130 хозяйств, 378 жителей.